# Ingerophrynus parvus
Ingerophrynus parvus là một loài cóc trong họ Bufonidae.
Nó được tìm thấy ở Campuchia, Indonesia, Malaysia, Myanma, và Thái Lan.
Các môi trường sống tự nhiên của chúng là các khu rừng ẩm ướt đất thấp nhiệt đới hoặc cận nhiệt đới, sông, sông có nước theo mùa, và đầm nước ngọt có nước theo mùa.